# نوبل برودی
نوبل برودی (انگلیسی: Neville Brody؛ زادهٔ ۲۳ آوریل ۱۹۵۷) اهل بریتانیا است.
او یک تایپوگراف و کارگردان هنری است.